# فرودگاه بین‌المللی اودن تانی
فرودگاه بین‌المللی اودن تانی (به انگلیسی: Udon Thani International Airport)  یک فرودگاه همگانی/نظامی  با کد یاتا UTH است که یک باند فرود آسفالت دارد و طول باند آن ۳۰۴۸ متر است. این فرودگاه در  کشور تایلند قرار دارد و در ارتفاع ۱۷۶ متری از سطح دریا واقع شده است.

## نگارخانه

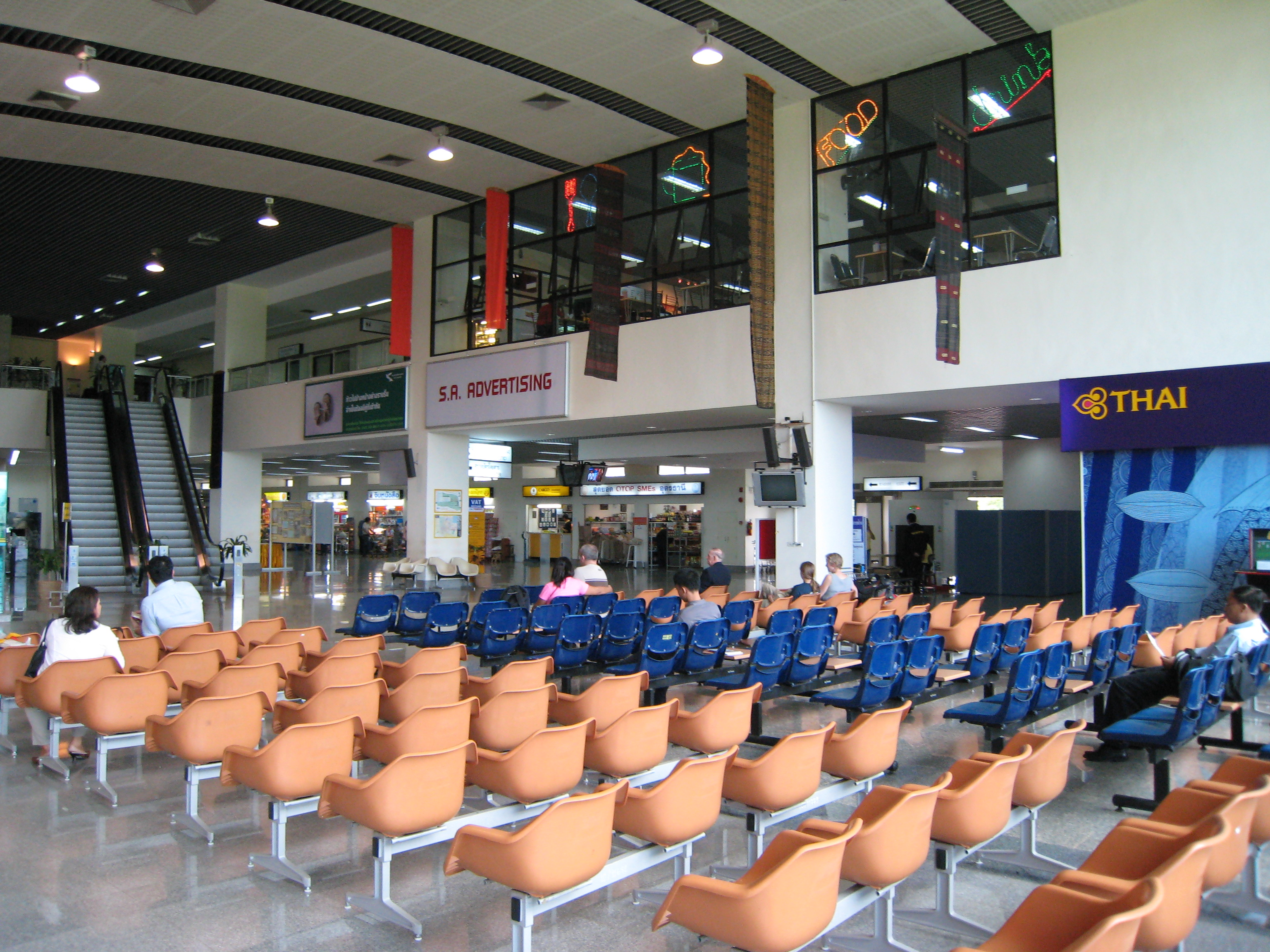
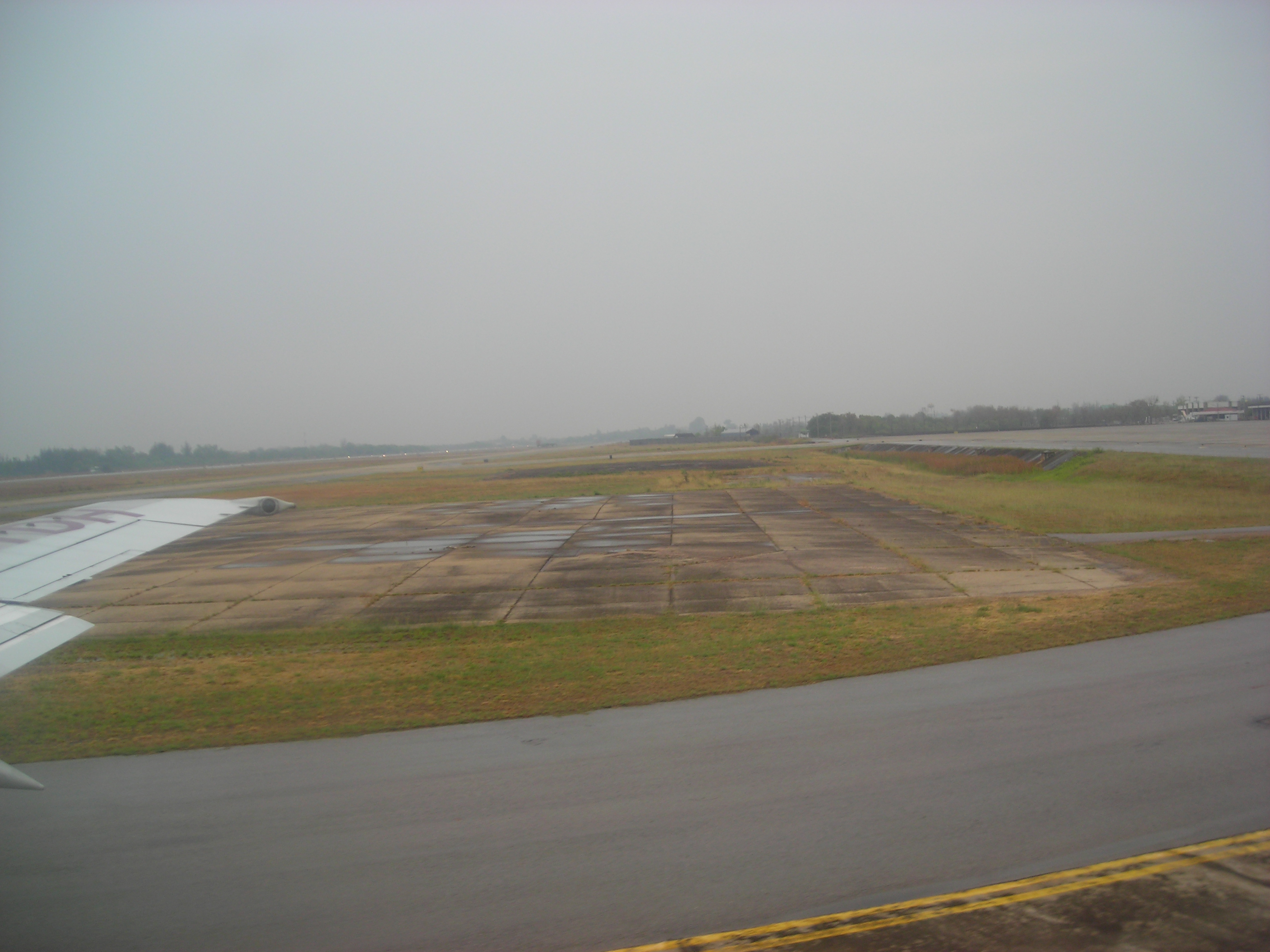

## شرکت‌های هواپیمایی و مقصدهای پروازی

### مسافری
| شرکت‌های هواپیمایی | مقصدهای پروازی            |
| ----------------- | ------------------------- |
| Nok Air           | دن موئنگ، چیانگ مای       |
| تای ایرآسیا       | دن موئنگ، پوکت، یو-تاپائو |
| Thai Lion Air     | دن موئنگ، هت یای          |
| Thai Smile        | سووارنابومی               |

### باری
| شرکت‌های هواپیمایی | مقصدهای پروازی |
| ----------------- | -------------- |
| کی-مایل ایر       | سووارنابومی    |